# Symphurus bathyspilus
Symphurus bathyspilus är en fiskart som beskrevs av Krabbenhoft och Munroe 2003. Symphurus bathyspilus ingår i släktet Symphurus och familjen Cynoglossidae. Inga underarter finns listade i Catalogue of Life.